# Valdeflores Segunda Sección
Valdeflores Segunda Sección är en ort i Mexiko.   Den ligger i kommunen Santa María Colotepec och delstaten Oaxaca, i den sydöstra delen av landet, 500 km sydost om huvudstaden Mexico City. Valdeflores Segunda Sección ligger 71 meter över havet och antalet invånare är 233.
Terrängen runt Valdeflores Segunda Sección är kuperad norrut, men söderut är den platt. Runt Valdeflores Segunda Sección är det ganska glesbefolkat, med 45 invånare per kvadratkilometer. Närmaste större samhälle är San Juanito o la Botija, 6,2 km öster om Valdeflores Segunda Sección. Omgivningarna runt Valdeflores Segunda Sección är en mosaik av jordbruksmark och naturlig växtlighet.